# Epirrhoe contristata
Epirrhoe contristata är en fjärilsart som beskrevs av Donovan 1811. Epirrhoe contristata ingår i släktet Epirrhoe och familjen mätare. Inga underarter finns listade i Catalogue of Life.